# Casa Hyderabad
Casa Hyderabad es un Palacio en Nueva Delhi, India, utilizado por el Gobierno de la India para banquetes, como casa de huéspedes estatal y como lugar de reunión con dignatarios extranjeros visitantes. Fue diseñado por el arquitecto británico sir Edwin Lutyens como residencia de Mir Osman Ali Khan, el Último Nizam de Hyderabad. El edificio se encuentra en la confluencia de las calles Ashoka,  India Gate Cir,  y Kasturba Gandhi Marg. La dirección del edificio es 5, Ashoka Rd, Connaught Place, New Delhi, Delhi 110001, India. 

## Historia
Casa Hyderabad fue construida para Mir Osman Ali Khan, el Último Nizam de Hyderabad. Su construcción se inició en 1926 y fue inaugurada en 1928.  Está situada frente a  Casa Baroda, la antigua residencia real del maharajá de Baroda y actualmente la oficina central zonal de Ferrocarriles del Norte.
Después de la independencia de la India en 1947, el gobierno indio se hizo cargo del palacio del Nizam. Actualmente, el Gobierno de la India lo utiliza para banquetes y reuniones de dignatarios extranjeros visitantes. También ha sido sede de conferencias de prensa conjuntas y de importantes eventos gubernamentales.[cita requerida]

## Arquitectura
Ocupa una superficie de 35.491 metros cuadrados y está construido en forma de mariposa, en  arquitectura Indo-Sarracena. La entrada del palacio, es una cúpula con un vestíbulo debajo, con alas simétricas en un ángulo de cincuenta y cinco grados, es la característica más destacada. Tiene 36 habitaciones, incluida una zenana, cuatro de las cuales ahora se han convertido en comedores.[cita requerida]
Con la excepción de la Casa del Virrey, fue el más grande y grandioso de todos los palacios construidos en Delhi por Edwin Lutyens durante 1921-1931. A los hijos del Nizam no les gustó el edificio, encontrándolo de estilo demasiado occidental para su gusto y rara vez se usaba.[cita requerida]

## Ubicación
Se encuentra 300 metros al noroeste de la Puerta de la India obra del mismo arquitecto sir Edwin Lutyens. Está a 2700 metros al Este de la Oficina del Gobierno Federal de la India,  Palacio Residencia del Presidente del País obra también del arquitecto sir Edwin Lutyens,  encargado del planeamiento de toda la ciudad. 
El distrito en el que se ubica este edificio,  fue creado por completo para poder trasladar la capital del gobierno colonial de Calcuta a Delhi en 1911. Connaught Place, Rajpath Area, President's State y Central Secretariat  fueron distritos que no existían en la Delhi de aquel entonces. Esta zona fue llamada Delhi Imperial y fue creada con un orden y estilo occidentales para asumir las responsabilidades del gobierno de la nación.  El movimiento para embellecer ciudades,  nacido en Estados Unidos a principios del siglo XX, se vio fuertemente plasmado en esta nueva zona, que imprimió las bases sobre las que prosperar una nueva ciudad.